# Lista de membros da Academia Maranhense de Letras
Esta lista contém as 40 cadeiras e seus respectivos patronos, fundadores e sucessores de acordo com a listagem oficial da Academia Maranhense de Letras.

## Geral
| Cadeira | Imagem do Patrono              | Patrono                            | Imagem do Fundador | Fundador                            | Sucessores                                                                                                |
| ------- | ------------------------------ | ---------------------------------- | ------------------ | ----------------------------------- | --- |
| 1       |                                | Almeida e Oliveira                 |                    | Barbosa de Godois                   | - Luís Carvalho - Antenor Mourão Bogéa - Sebastião Moreira Duarte                                         |
| 2       | Aluisio Azevedo                | Aluísio Azevedo                    |                    | Domingos Barbosa                    | - Fernando Viana - Waldemiro Viana - Fernando Braga - Rossini Corrêa                                      |
| 3       | Artur Azevedo                  | Artur Azevedo                      |                    | Antônio da Costa Gomes              | - João da Costa Gomes - Assis Garrido - João Mohana - Amaral de Mattos - Antônio Martins de Araújo        |
| 4       | Cândido Mendes de Almeida      | Cândido Mendes de Almeida          |                    | Justo Jansen                        | - Luiz Rêgo - Joaquim Salles de Oliveira Itapary Filho - Ceres Murad                                      |
| 5       |                                | Celso de Magalhães                 |                    | Fran Paxeco                         | - Lago Burnett - Clóvis Sena - Agostinho Ramalho Marques Neto                                             |
| 6       |                                | Frederico José Corrêa              |                    | Luso Torres                         | - Reis Perdigão - Eloy Coelho Netto - Laura Amélia Damous                                                 |
| 7       |                                | Gentil Braga                       |                    | Alfredo de Assis Castro             | - Lucy Teixeira - Carlos de Lima - Antonio Carlos Gomes Lima - Salgado Maranhão                           |
| 8       |                                | Joaquim Gomes de Souza             |                    | Armando Vieira da Silva             | - Jerônimo de Viveiros - João Freire Medeiros - José de Ribamar C. Caldeira - Lino Antônio Raposo Moreira |
| 9       |                                | Gonçalves Dias                     |                    | Xavier de Carvalho                  | - Catulo da Paixão Cearense - Mário Martins Meireles - José Maria Ramos Martins - Manoel Aureliano Neto   |
| 10      |                                | Antônio Henriques Leal             |                    | Astolfo Marques                     | - Luís Domingues da Silva - Henrique Costa Fernandes - Jomar Moraes - Sebastião Jorge                     |
| 11      |                                | João Francisco Lisboa              |                    | Ribeiro do Amaral                   | - Nascimento Moraes - Manoel Caetano Bandeira de Mello - José Ribamar Ewerton Neto                        |
| 12      |                                | Joaquim Serra                      |                    | Clodomir Cardoso                    | - Odilo Costa Filho - Evandro Sarney - Ana Luiza Almeida Ferro                                            |
| 13      |                                | José Cândido de Moraes             |                    | Almeida Nunes                       | - Clarindo Santiago - Antônio Lopes - Fernando Perdigão - Benedito Bogéa Buzar                            |
| 14      |                                | Nina Rodrigues                     |                    | Antônio Lobo                        | - Aquiles Lisboa - Odilon Soares - Bernardo Almeida - Edson Vidigal                                       |
| 15      |                                | Odorico Mendes                     |                    | Godofredo Mendes Viana              | - Silvestre Fernandes - Erasmo Dias - Milson Coutinho - Daniel Blume                                      |
| 16      | Raymundo Corrêa (Iconográfico) | Raimundo Correia                   |                    | Raimundo Corrêa de Araújo           | - Domingos Vieira Filho - Paulo Nascimento Moraes - Neiva Moreira - Natalino Salgado Filho                |
| 17      |                                | Sotero dos Reis                    |                    | José Augusto Corrêa                 | - Mata Roma - Fernando Barbosa de Carvalho - Bacelar Viana - Ivan Celso Furtado Sarney Costa              |
| 18      |                                | Sousândrade                        |                    | Clodoaldo Severo Conrado de Freitas | - Astolfo Serra - Manuel de Jesus Lopes - Elsior Coutinho                                                 |
| 19      | Teophilo Dias                  | Teófilo Dias                       |                    | Maranhão Sobrinho                   | - Manoel Sobrinho - Ribamar Carvalho - Emilio Azevedo - Américo Azevedo Neto                              |
| 20      |                                | Trajano Galvão                     |                    | Barros e Vasconcelos                | - Maria da Conceição Neves Aboud - Sônia Almeida                                                          |
| 21      |                                | Maranhão Sobrinho                  |                    | Raimundo Lopes                      | - Isaac Ferreira - Salomão Fiquene - Nonnato Masson - Hélio Maranhão - Eliezer Moreira Filho              |
| 22      |                                | Humberto de Campos                 |                    | Ribamar Pinheiro                    | - Correia da Silva - José Sarney                                                                          |
| 23      |                                | Graça Aranha                       |                    | Clodoaldo Cardoso                   | - Manuel Nunes Pereira - José Filgueiras - Luiz Phelipe Andrès - José Jorge Leite Soares                  |
| 24      | Coelho Neto                    | Coelho Neto                        |                    | Joaquim Dourado                     | - Dagmar Desterro - Joaquim Campelo Marques                                                               |
| 25      |                                | Sá Viana                           |                    | Oliveira Roma                       | - Raul de Freitas - Virgílio Domingues Filho - José Louzeiro - Félix Alberto Lima                         |
| 26      |                                | Antônio Lobo                       |                    | Laura Rosa                          | - José Jansen - Ignácio Rangel - Carlos Thadeu Pinheiro Gaspar                                            |
| 27      |                                | Dias Carneiro                      |                    | Sousa Bispo                         | - Arnaldo Ferreira - Magson Gomes da Silva - Alexandre Maia do Lago                                       |
| 28      |                                | Visconde de Vieira da Silva        |                    | Antônio Carvalho Guimarães          | - José Francisco das Chagas - Turibio Santos                                                              |
| 29      |                                | Filipe Franco de Sá                |                    | Ruben Almeida                       | - Viegas Netto - Francisco Marialva Mont’Alverne Frota                                                    |
| 30      |                                | Teixeira Mendes                    |                    | Alarico da Cunha                    | - Antônio de Oliveira - Alex Brasil                                                                       |
| 31      |                                | Raimundo Lopes                     |                    | Josué Montello                      | - Ronaldo Costa Fernandes                                                                                 |
| 32      |                                | Vespasiano Ramos                   |                    | Mariana Luz                         | - Félix Aires - Raymundo Carvalho Guimarães - Sálvio Dino - Flávio Dino                                   |
| 33      |                                | Pedro Nunes Leal                   |                    | Viriato Corrêa                      | - Carlos Cunha - Bello Parga - José Carlos Sousa Silva                                                    |
| 34      |                                | João de Deus do Rego               |                    | A. Serra de Castro                  | - Carlos Alberto Madeira - Alberto José Tavares Vieira da Silva                                           |
| 35      |                                | César Marques                      |                    | Raul de Azevedo                     | - Vera-Cruz Santana - Clóvis Ramos - Lourival Serejo                                                      |
| 36      |                                | Tasso Fragoso                      |                    | Bacelar Portela                     | - Ubiratan Teixeira - José Neres                                                                          |
| 37      |                                | Xavier de Carvalho                 |                    | Ribamar Pereira                     | - Luiz Viana - Amaral Raposo - Nascimento Morais Filho - Joaquim Haickel                                  |
| 38      | Adelino                        | Adelino Fontoura                   | Franklin           | Franklin de Oliveira                | - José Maria Cabral Marques - Reynaldo Soares da Fonseca                                                  |
| 39      |                                | Augusto Olímpio Viveiros de Castro |                    | Pedro Braga Filho                   | - Pedro Neiva de Santana - José Pires de Saboia Filho - Ceres Costa Fernandes                             |
| 40      |                                | Dunshee de Abranches               |                    | Joaquim Luz                         | - Antônio Almeida - Ney Bello Filho                                                                       |

## Por Cadeira

### Cadeira 1
| Nº | Imagem do Imortal | Imortal                  | Período do mandato                              | Duração do mandato                       |
| -- | ----------------- | ------------------------ | ----------------------------------------------- | ---------------------------------------- |
| —  |                   | Almeida e Oliveira       | Patrono da AML                                  | ———                                      |
| 1  |                   | Barbosa de Godois        | 10 de agosto de 1908 até 4 de setembro de 1923  | 15 anos e 25 dias                        |
| 2  |                   | Luís Carvalho            | 16 de junho de 1945 até 05 de junho de 1963     | 17 anos, 11 meses e 20 dias              |
| 3  |                   | Antenor Mourão Bogéa     | 19 de outubro de 1963 até 4 de setembro de 1997 | 33 anos, 10 meses e 16 dias              |
| 4  |                   | Sebastião Moreira Duarte | 20 de março de 1998                             | 27 anos, 3 meses e 26 dias até o momento |

### Cadeira 2
| Nº | Imagem do Imortal | Imortal                | Período do mandato                               | Duração do mandato                      |
| -- | ----------------- | ---------------------- | ------------------------------------------------ | --------------------------------------- |
| —  | Aluisio Azevedo   | Aluísio Azevedo        | Patrono da AML                                   | ———                                     |
| 1  |                   | Domingos Barbosa       | 10 de agosto de 1918 até 26 de dezembro de 1946  | 38 anos, 4 meses e 16 dias              |
| 2  |                   | Fernando Ribamar Viana | 21 de janeiro de 1947 até 14 de setembro de 1983 | 36 anos, 7 meses e 24 dias              |
| 3  |                   | Waldemiro Viana        | 31 de outubro de 1984 até 03 de agosto de 2020   | 35 anos, 9 meses e 3 dias               |
| 4  |                   | Fernando Braga         | 04 de agosto de 2021 até 11 de fevereiro de 2022 | 6 meses e 7 dias                        |
| 5  |                   | Rossini Corrêa         | 06 de outubro de 2022                            | 2 anos, 9 meses e 10 dias até o momento |

### Cadeira 3
| Nº | Imagem do Imortal | Imortal                   | Período do mandato                                | Duração do mandato               |
| -- | ----------------- | ------------------------- | ------------------------------------------------- | -------------------------------- |
| —  | Artur Azevedo     | Artur Azevedo             | Patrono da AML                                    | ———                              |
| 1  |                   | Antônio da Costa Gomes    | 10 de agosto de 1908 até 16 de dezembro de 1916   | 8 anos, 4 meses e 6 dias         |
| 2  |                   | João da Costa Gomes       | 28 de outubro de 1917 até 29 de julho de 1926     | 8 anos, 9 meses e 1 dia          |
| 3  |                   | Assis Garrido             | 20 de abril de 1939 até 1 de dezembro de 1969     | 30 anos, 7 meses e 11 dias       |
| 4  |                   | João Mohana               | 04 de abril 1970 até 12 de agosto de 1995         | 25 anos e 130 dias               |
| 5  |                   | Amaral de Mattos          | 7 de dezembro de 1995 até 22 de fevereiro de 2002 | 7 anos, 2 meses e 15 dias        |
| 6  |                   | Antônio Martins de Araújo | 22 de agosto de 2003                              | 21 anos e 328 dias até o momento |

### Cadeira 4
| Nº | Imagem do Imortal         | Imortal                                  | Período do mandato                              | Duração do mandato              |
| -- | ------------------------- | ---------------------------------------- | ----------------------------------------------- | ------------------------------- |
| —  | Cândido Mendes de Almeida | Cândido Mendes de Almeida                | Patrono da AML                                  | ———                             |
| 1  |                           | Justo Jansen                             | 30 de dezembro de 1916 até 18 de agosto de 1930 | 13 anos, 7 meses e 19 dias      |
| 2  |                           | Luiz Rêgo                                | 13 de dezembro de 1947 até 9 de janeiro de 1986 | 39 anos e 27 dias               |
| 3  |                           | Joaquim Salles de Oliveira Itapary Filho | 07 de agosto de 1987 até 30 de julho de 2024    | 36 anos, 11 meses e 23 dias     |
| 4  |                           | Ceres Murad                              | 05 de dezembro de 2024                          | 7 meses e 11 dias até o momento |

### Cadeira 5
| Nº | Imagem do Imortal | Imortal                        | Período do mandato                              | Duração do mandato                      |
| -- | ----------------- | ------------------------------ | ----------------------------------------------- | --------------------------------------- |
| —  |                   | Celso de Magalhães             | Patrono da AML                                  | ———                                     |
| 1  |                   | Fran Paxeco                    | 10 de agosto de 1908 até 17 de setembro de 1952 | 44 anos, 1 mês e 7 dias                 |
| 2  |                   | Lago Burnett                   | 23 de março de 1954 até 02 de janeiro de 1995   | 40 anos, 9 meses e 10 dias              |
| 3  |                   | Clóvis Sena                    | 29 de julho de 1997 até 15 de fevereiro de 2011 | 15 anos, 6 meses e 12 dias              |
| 4  |                   | Agostinho Ramalho Marques Neto | 13 de dezembro de 2011                          | 13 anos, 7 meses e 3 dias até o momento |

### Cadeira 6
| Nº | Imagem do Imortal | Imortal               | Período do mandato                              | Duração do mandato                       |
| -- | ----------------- | --------------------- | ----------------------------------------------- | ---------------------------------------- |
| —  |                   | Frederico José Corrêa | Patrono da AML                                  | ———                                      |
| 1  |                   | Luso Torres           | 1918 até 20 de julho de 1960                    | 42 anos                                  |
| 2  |                   | Reis Perdigão         | 21 de fevereiro de 1961 até 23 de julho de 1986 | 25 anos, 5 meses e 2 dias                |
| 3  |                   | Eloy Coelho Netto     | 11 de dezembro de 1986 até 10 de agosto de 2002 | 15 anos, 7 meses e 30 dias               |
| 4  |                   | Laura Amélia Damous   | 05 de dezembro de 2002                          | 22 anos, 7 meses e 11 dias até o momento |

### Cadeira 7
| Nº | Imagem do Imortal | Imortal                   | Período do mandato                              | Duração do mandato                     |
| -- | ----------------- | ------------------------- | ----------------------------------------------- | -------------------------------------- |
| —  |                   | Gentil Braga              | Patrono da AML                                  | ———                                    |
| 1  |                   | Alfredo de Assis Castro   | 10 de agosto de 1908 até 29 de setembro de 1977 | 69 anos, 1 mês e 19 dias               |
| 2  |                   | Lucy Teixeira             | 23 de março de 1978 até 07 de julho de 2007     | 28 anos, 3 meses e 14 dias             |
| 3  |                   | Carlos de Lima            | 08 de novembro de 2007 até 09 de abril de 2011  | 3 anos, 5 meses e 1 dia                |
| 4  |                   | Antônio Carlos Gomes Lima | 11 de julho de 2012 até 08 de outubro de 2023   | 11 anos, 2 meses e 27 dias             |
| 4  |                   | Salgado Maranhão          | 27 de março de 2024                             | 1 ano, 3 meses e 19 dias até o momento |

### Cadeira 8
| Nº | Imagem do Imortal | Imortal                     | Período do mandato                                | Duração do mandato                      |
| -- | ----------------- | --------------------------- | ------------------------------------------------- | --------------------------------------- |
| —  |                   | Souzinha                    | Patrono da AML                                    | ———                                     |
| 1  |                   | Armando Vieira da Silva     | 10 de agosto de 1908 até 9 de outubro de 1940     | 32 anos, 1 mês e 29 dias                |
| 2  |                   | Jerônimo de Viveiros        | 21 de janeiro de 1950 até 29 de março de 1965     | 15 anos, 2 meses e 8 dias               |
| 3  |                   | João Freire Medeiros        | 10 de dezembro de 1966 até 24 de dezembro de 1991 | 25 anos e 14 dias                       |
| 4  |                   | José de Ribamar C. Caldeira | 20 de agosto de 1992 até 23 de julho de 2003      | 10 anos, 11 meses e 3 dias              |
| 5  |                   | Lino Antônio Raposo Moreira | 11 de dezembro de 2003                            | 21 anos, 7 meses e 5 dias até o momento |

### Cadeira 9
| Nº | Imagem do Imortal         | Imortal                   | Período do mandato                              | Duração do mandato             |
| -- | ------------------------- | ------------------------- | ----------------------------------------------- | ------------------------------ |
| —  | Gonçalves Dias            | Gonçalves Dias            | Patrono da AML                                  | ———                            |
| 1  |                           | I. Xavier de Carvalho     | 10 de agosto de 1908 até 17 de maio de 1944     | 35 anos, 9 meses e 7 dias      |
| 2  | Catulo da Paixão Cearense | Catulo da Paixão Cearense | 16 de janeiro de 1946 até 10 de maio de 1946    | 3 meses e 24 dias              |
| 3  |                           | Mário Martins Meireles    | 17 de janeiro de 1948 até 10 de maio de 2003    | 55 anos, 3 meses e 23 dias     |
| 4  |                           | José Maria Ramos Martins  | 16 de outubro de 2003 até 6 de setembro de 2016 | 12 anos, 10 meses e 21 dias    |
| 5  |                           | Manoel Aureliano Neto     | 16 de março de 2017                             | 8 anos e 4 meses até o momento |

### Cadeira 10
| Nº | Imagem do Imortal      | Imortal                  | Período do mandato                               | Duração do mandato                     |
| -- | ---------------------- | ------------------------ | ------------------------------------------------ | -------------------------------------- |
| —  | Antônio Henriques Leal | Antônio Henriques Leal   | Patrono da AML                                   | ———                                    |
| 1  |                        | Astolfo Marques          | 10 de agosto de 1908 até 20 de maio de 1918      | 9 anos, 9 meses e 10 dias              |
| 2  |                        | Luís Domingues da Silva  | 06 de abril de 1919 até 11 de julho de 1922      | 3 anos, 3 meses e 5 dias               |
| 3  |                        | Henrique Costa Fernandes | 13 de dezembro de 1947 até 07 de janeiro de 1969 | 21 anos e 25 dias                      |
| 4  |                        | Jomar Moraes             | 10 de maio de 1969 até 14 de agosto de 2016      | 47 anos, 3 meses e 4 dias              |
| 5  |                        | Sebastião Jorge          | 09 de março de 2017                              | 8 anos, 4 meses e 7 dias até o momento |

### Cadeira 11
| Nº | Imagem do Imortal     | Imortal                          | Período do mandato                                  | Duração do mandato                       |
| -- | --------------------- | -------------------------------- | --------------------------------------------------- | ---------------------------------------- |
| —  | João Francisco Lisboa | João Francisco Lisboa            | Patrono da AML                                      | ———                                      |
| 1  |                       | Ribeiro do Amaral                | 10 de agosto de 1908 até 30 de abril de 1927        | 18 anos, 8 meses e 20 dias               |
| 2  |                       | Nascimento Moraes                | 05 de fevereiro de 1935 até 22 de fevereiro de 1958 | 23 anos e 17 dias                        |
| 3  |                       | Manoel Caetano Bandeira de Mello | 01 de agosto de 1959 até 08 de maio de 2008         | 48 anos, 9 meses e 7 dias                |
| 4  |                       | José Ribamar Ewerton Neto        | 30 de outubro de 2008                               | 16 anos, 8 meses e 16 dias até o momento |

### Cadeira 12
| Nº | Imagem do Imortal       | Imortal                 | Período do mandato                             | Duração do mandato                     |
| -- | ----------------------- | ----------------------- | ---------------------------------------------- | -------------------------------------- |
| —  | Joaquim Serra           | Joaquim Serra           | Patrono da AML                                 | ———                                    |
| 1  |                         | Clodomir Cardoso        | ? até 31 de julho de 1953                      | ?                                      |
| 2  |                         | Odilo Costa Filho       | 23 de janeiro de 1954 até 19 de agosto de 1979 | 25 anos, 6 meses e 27 dias             |
| 3  |                         | Evandro Sarney          | 24 de janeiro de 1980 até 10 de abril de 2016  | 36 anos, 2 meses e 17 dias             |
| 4  | Ana Luiza Almeida Ferro | Ana Luiza Almeida Ferro | 15 de setembro de 2016                         | 8 anos, 10 meses e 1 dia até o momento |

### Cadeira 13
| Nº | Imagem do Imortal | Imortal                | Período do mandato                              | Duração do mandato                        |
| -- | ----------------- | ---------------------- | ----------------------------------------------- | ----------------------------------------- |
| —  |                   | José Cândido de Moraes | Patrono da AML                                  | ———                                       |
| 1  |                   | Almeida Nunes          | 11 de janeiro de 1919 até 27 de agosto de 1940  | 21 anos, 7 meses e 16 dias                |
| 2  |                   | Clarindo Santiago      | 20 de abril de 1941 até 25 de novembro de 1941  | 7 meses e 5 dias                          |
| 3  |                   | Antônio Lopes          | 18 de agosto de 1945 até 29 de novembro de 1950 | 5 anos, 3 meses e 11 dias                 |
| 4  |                   | Fernando Perdigão      | 15 de fevereiro de 1951 até 15 de abril de 1990 | 39 anos e 2 meses                         |
| 5  |                   | Benedito Bogéa Buzar   | 02 de agosto de 1990                            | 34 anos, 11 meses e 14 dias até o momento |

### Cadeira 14
| Nº | Imagem do Imortal | Imortal          | Período do mandato                            | Duração do mandato                       |
| -- | ----------------- | ---------------- | --------------------------------------------- | ---------------------------------------- |
| —  | Nina Rodrigues    | Nina Rodrigues   | Patrono da AML                                | ———                                      |
| 1  |                   | Antônio Lobo     | 10 de agosto de 1908 até 24 de junho de 1916  | 7 anos, 10 meses e 14 dias               |
| 2  |                   | Aquiles Lisboa   | 23 de junho de 1945 até 18 de abril de 1951   | 5 anos, 9 meses e 26 dias                |
| 3  |                   | Odilon Soares    | 12 de maio de 1951 até 08 de julho de 1958    | 7 anos, 1 mês e 26 dias                  |
| 4  |                   | Bernardo Almeida | 01 de agosto de 1959 até 04 de agosto de 1996 | 37 anos e 3 dias                         |
| 5  | Edson Vidigal     | Edson Vidigal    | 05 de dezembro de 1996                        | 28 anos, 7 meses e 11 dias até o momento |

### Cadeira 15
| Nº | Imagem do Imortal | Imortal                | Período do mandato                             | Duração do mandato                      |
| -- | ----------------- | ---------------------- | ---------------------------------------------- | --------------------------------------- |
| —  | Odorico Mendes    | Odorico Mendes         | Patrono da AML                                 | ———                                     |
| 1  |                   | Godofredo Mendes Viana | 10 de agosto de 1908 até 12 de agosto de 1944  | 35 anos, 8 meses e 2 dias               |
| 2  |                   | Silvestre Fernandes    | 04 de junho de 1948 até 21 de julho de 1971    | 23 anos, 1 mês e 17 dias                |
| 3  |                   | Erasmo Dias            | 16 de setembro de 1972 até 1980                | 7 anos e 10 meses                       |
| 4  |                   | Milson Coutinho        | 10 de setembro de 1981 até 3 de agosto de 2020 | 38 anos, 10 meses e 24 dias             |
| 5  | Daniel Blume      | Daniel Blume           | 02 de dezembro de 2021                         | 3 anos, 7 meses e 14 dias até o momento |

### Cadeira 16
| Nº | Imagem do Imortal      | Imortal                 | Período do mandato                              | Duração do mandato                       |
| -- | ---------------------- | ----------------------- | ----------------------------------------------- | ---------------------------------------- |
| —  | Odorico Mendes         | Raimundo Correia        | Patrono da AML                                  | ———                                      |
| 1  |                        | Corrêa de Araújo        | 10 de agosto de 1908 até 24 de agosto de 1951   | 43 anos e 14 dias                        |
| 2  |                        | Domingos Vieira Filho   | 30 de agosto de 1952 até 11 de setembro de 1981 | 29 anos e 12 dias                        |
| 3  |                        | Paulo Nascimento Moraes | 25 de março de 1982 até 11 de setembro de 1991  | 9 anos, 5 meses e 17 dias                |
| 4  | Neiva Moreira          | Neiva Moreira           | 07 de maio de 1992 até 10 de maio de 2012       | 20 anos e 3 dias                         |
| 5  | Natalino Salgado Filho | Natalino Salgado Filho  | 20 de setembro de 2012                          | 12 anos, 9 meses e 26 dias até o momento |

### Cadeira 17
| Nº | Imagem do Imortal | Imortal                         | Período do mandato                               | Duração do mandato              |
| -- | ----------------- | ------------------------------- | ------------------------------------------------ | ------------------------------- |
| —  | Sotero dos Reis   | Sotero dos Reis                 | Patrono da AML                                   | ———                             |
| 1  |                   | José Augusto Corrêa             | 10 de agosto de 1908 até 16 de fevereiro de 1919 | 10 anos, 6 meses e 6 dias       |
| 2  |                   | Mata Roma                       | 16 de junho de 1945 até 20 de setembro de 1959   | 14 anos, 3 meses e 4 dias       |
| 3  |                   | Fernando Barbosa de Carvalho    | 03 de maio de 1961 até 04 de maio de 1976        | 15 anos e 1 dia                 |
| 4  |                   | Bacelar Viana                   | 30 de setembro de 1976 até 06 de março de 1982   | 5 anos, 5 meses e 4 dias        |
| 5  |                   | Ivan Celso Furtado Sarney Costa | 01 de julho de 1982                              | 43 anos e 15 dias até o momento |

### Cadeira 18
| Nº | Imagem do Imortal | Imortal               | Período do mandato                                  | Duração do mandato                    |
| -- | ----------------- | --------------------- | --------------------------------------------------- | ------------------------------------- |
| —  | Sousândrade       | Sousândrade           | Patrono da AML                                      | ———                                   |
| 1  |                   | Clodoaldo de Freitas  | 10 de agosto de 1908 até 29 de junho de 1924        | 15 anos, 10 meses e 19 dias           |
| 2  |                   | Astolfo Serra         | 22 de fevereiro de 1934 até 04 de fevereiro de 1978 | 43 anos, 11 meses e 13 dias           |
| 3  |                   | Manuel de Jesus Lopes | 26 de julho de 1978 até 2017                        | 38 anos, 11 meses e 20 dias           |
| 4  |                   | Elsior Coutinho       | 17 de maio de 2018                                  | 7 anos, 1 mês e 29 dias até o momento |

### Cadeira 19
| Nº | Imagem do Imortal | Imortal              | Período do mandato                              | Duração do mandato                        |
| -- | ----------------- | -------------------- | ----------------------------------------------- | ----------------------------------------- |
| —  | Teófilo Dias      | Teophilo Dias        | Patrono da AML                                  | ———                                       |
| 1  | Maranhão Sobrinho | Maranhão Sobrinho    | 10 de agosto de 1908 até 25 de dezembro de 1915 | 7 anos, 4 meses e 15 dias                 |
| 2  |                   | Manoel Sobrinho      | 03 de abril de 1943 até 22 de novembro de 1957  | 14 anos, 7 meses e 19 dias                |
| 3  |                   | Ribamar Carvalho     | 01 de agosto de 1959 até 27 de dezembro de 1972 | 13 anos, 4 meses e 26 dias                |
| 4  |                   | Emílio Azevedo       | 27 de julho de 1973 até 21 de dezembro de 1979  | 6 anos, 4 meses e 24 dias                 |
| 5  |                   | Américo Azevedo Neto | 28 de agosto de 1980                            | 44 anos, 10 meses e 18 dias até o momento |

### Cadeira 20
| Nº | Imagem do Imortal | Imortal                        | Período do mandato                             | Duração do mandato                       |
| -- | ----------------- | ------------------------------ | ---------------------------------------------- | ---------------------------------------- |
| —  |                   | Trajano Galvão                 | Patrono da AML                                 | ———                                      |
| 1  |                   | Barros e Vasconcelos           | 1917 até 10 de maio de 1955                    | 37 ou 38 anos                            |
| 2  |                   | Maria da Conceição Neves Aboud | 06 de agosto de 1955 até 13 de outubro de 2005 | 50 anos, 2 meses e 7 dias                |
| 3  |                   | Sônia Almeida                  | 28 de abril de 2006                            | 19 anos, 2 meses e 18 dias até o momento |

### Cadeira 21
| Nº | Imagem do Imortal | Imortal               | Período do mandato                             | Duração do mandato           |
| -- | ----------------- | --------------------- | ---------------------------------------------- | ---------------------------- |
| —  | Maranhão Sobrinho | Maranhão Sobrinho     | Patrono da AML                                 | ———                          |
| 1  | Raimundo Lopes    | Raimundo Lopes        | 1917 até 08 de setembro de 1941                | 23 ou 24 anos                |
| 2  |                   | Isaac Ferreira        | 03 de abril de 1943 até 04 de abril de 1967    | 24 anos e 1 dia              |
| 3  |                   | Salomão Fiquene       | 04 de novembro de 1967 até 04 de junho de 1984 | 16 anos e 7 meses            |
| 4  |                   | Nonnato Masson        | 11 de outubro de 1984 até 08 de março de 1998  | 13 anos, 4 meses e 25 dias   |
| 5  |                   | Hélio Maranhão        | 16 de julho de 1998 até 9 de novembro de 2015  | 17 anos, 3 meses e 24 dias   |
| 6  |                   | Eliezer Moreira Filho | 16 de junho de 2016                            | 9 anos e 1 mês até o momento |

### Cadeira 22
| Nº | Imagem do Imortal  | Imortal            | Período do mandato                            | Duração do mandato                       |
| -- | ------------------ | ------------------ | --------------------------------------------- | ---------------------------------------- |
| —  | Humberto de Campos | Humberto de Campos | Patrono da AML                                | ———                                      |
| 1  |                    | Ribamar Pinheiro   | ? até 12 de setembro de 1947                  | ?                                        |
| 2  |                    | Correia da Silva   | 17 de janeiro de 1948 até 04 de julho de 1951 | 3 anos, 5 meses e 17 dias                |
| 3  | José Sarney        | José Sarney        | 19 de março de 1952                           | 73 anos, 3 meses e 27 dias até o momento |

### Cadeira 23
| Nº | Imagem do Imortal | Imortal                 | Período do mandato                                 | Duração do mandato                      |
| -- | ----------------- | ----------------------- | -------------------------------------------------- | --------------------------------------- |
| —  | Graça Aranha      | Graça Aranha            | Patrono da AML                                     | ———                                     |
| 1  |                   | Clodoaldo Cardoso       | 1945 até 05 de março de 1970                       | 24 ou 25 anos                           |
| 2  |                   | Manuel Nunes Pereira    | 18 de dezembro de 1975 até 27 de fevereiro de 1985 | 9 anos, 2 meses e 9 dias                |
| 3  |                   | José Filgueiras         | 26 de junho de 1986 até 03 de novembro de 2011     | 25 anos, 4 meses e 8 dias               |
| 4  |                   | Luiz Phelipe Andrès     | 14 de junho de 2012 até 04 de dezembro de 2021     | 9 anos, 5 meses e 20 dias               |
| 5  |                   | José Jorge Leite Soares | 19 de setembro de 2022                             | 2 anos, 9 meses e 27 dias até o momento |

### Cadeira 24
| Nº | Imagem do Imortal | Imortal                 | Período do mandato                               | Duração do mandato                     |
| -- | ----------------- | ----------------------- | ------------------------------------------------ | -------------------------------------- |
| —  | Coelho Neto       | Coelho Neto             | Patrono da AML                                   | ———                                    |
| 1  |                   | Joaquim Dourado         | 17 de janeiro de 1948 até 01 de dezembro de 1973 | 25 anos, 10 meses e 14 dias            |
| 2  |                   | Dagmar Desterro         | 15 de abril de 1974 até 06 de agosto de 2004     | 30 anos, 3 meses e 22 dias             |
| 3  |                   | Joaquim Campelo Marques | 02 de junho de 2005                              | 20 anos, 1 mês e 14 dias até o momento |

### Cadeira 25
| Nº | Imagem do Imortal | Imortal                  | Período do mandato                              | Duração do mandato             |
| -- | ----------------- | ------------------------ | ----------------------------------------------- | ------------------------------ |
| —  |                   | Sá Viana                 | Patrono da AML                                  | ———                            |
| 1  |                   | Oliveira Roma            | ? até 27 de outubro de 1944                     | ?                              |
| 2  |                   | Raul de Freitas          | 19 de novembro de 1949 até 08 de março de 1959  | 9 anos, 3 meses e 17 dias      |
| 3  |                   | Virgílio Domingues Filho | 01 de agosto de 1959 até 08 de abril de 1987    | 27 anos, 8 meses e 7 dias      |
| 4  |                   | José Louzeiro            | 03 de agosto de 1987 até 29 de dezembro de 2017 | 30 anos, 4 meses e 26 dias     |
| 5  |                   | Félix Alberto Lima       | 21 de junho de 2018                             | 7 anos e 25 dias até o momento |

### Cadeira 26
| Nº | Imagem do Imortal | Imortal                       | Período do mandato                             | Duração do mandato             |
| -- | ----------------- | ----------------------------- | ---------------------------------------------- | ------------------------------ |
| —  |                   | Antônio Lobo                  | Patrono da AML                                 | ———                            |
| 1  |                   | Laura Rosa                    | 03 de abril de 1943 até 14 de novembro de 1976 | 33 anos, 7 meses e 11 dias     |
| 2  |                   | José Jansen                   | 15 de abril de 1977 até 11 de abril de 1991    | 13 anos, 11 meses e 27 dias    |
| 3  |                   | Ignácio Rangel                | 22 de agosto de 1991 até 04 de março de 1994   | 2 anos, 6 meses e 10 dias      |
| 4  |                   | Carlos Thadeu Pinheiro Gaspar | 14 de julho de 1994                            | 31 anos e 2 dias até o momento |

### Cadeira 27
| Nº | Imagem do Imortal | Imortal               | Período do mandato                                | Duração do mandato                      |
| -- | ----------------- | --------------------- | ------------------------------------------------- | --------------------------------------- |
| —  |                   | Dias Carneiro         | Patrono da AML                                    | ———                                     |
| 1  |                   | Sousa Bispo           | ? até 15 de julho de 1950                         | ?                                       |
| 2  |                   | Arnaldo Ferreira      | 15 de fevereiro de 1951 até 13 de outubro de 1958 | 7 anos, 7 meses e 28 dias               |
| 3  |                   | Magson Gomes da Silva | 01 de agosto de 1959 até 27 de dezembro de 2022   | 63 anos, 4 meses e 26 dias              |
| 4  |                   | Alexandre Maia Lago   | 21 de julho de 2023                               | 1 ano, 11 meses e 25 dias até o momento |

### Cadeira 28
| Nº | Imagem do Imortal            | Imortal                     | Período do mandato                            | Duração do mandato                   |
| -- | ---------------------------- | --------------------------- | --------------------------------------------- | ------------------------------------ |
| —  | Luís Antônio Vieira da Silva | Visconde de Vieira da Silva | Patrono da AML                                | ———                                  |
| 1  |                              | Antônio Carvalho Guimarães  | 1950 até 26 de abril de 1974                  | 23 ou 24 anos                        |
| 2  |                              | José Chagas                 | 13 de outubro de 1974 até 13 de junho de 2014 | 39 anos e 8 meses                    |
| 3  |                              | Turibio Santos              | 30 de outubro de 2014                         | 10 anos e 8 ou 9 meses até o momento |

### Cadeira 29
| Nº | Imagem do Imortal   | Imortal                               | Período do mandato                                | Duração do mandato                   |
| -- | ------------------- | ------------------------------------- | ------------------------------------------------- | ------------------------------------ |
| —  | Filipe Franco de Sá | Filipe Franco de Sá                   | Patrono da AML                                    | ———                                  |
| 1  |                     | Ruben Almeida                         | 1948 até 09 de abril de 1979                      | 30 ou 31 anos                        |
| 2  |                     | Viegas Netto                          | 20 de setembro de 1979 até 06 de setembro de 1990 | 10 anos, 11 meses e 17 dias          |
| 3  |                     | Francisco Marialva Mont’Alverne Frota | 09 de maio de 1991                                | 34 anos e 1 ou 2 meses até o momento |

### Cadeira 30
| Nº | Imagem do Imortal        | Imortal             | Período do mandato                             | Duração do mandato                   |
| -- | ------------------------ | ------------------- | ---------------------------------------------- | ------------------------------------ |
| —  | Raimundo Teixeira Mendes | Teixeira Mendes     | Patrono da AML                                 | ———                                  |
| 1  |                          | Alarico da Cunha    | 1950 até 22 de setembro de 1965                | 14 ou 15 anos                        |
| 2  |                          | Antônio de Oliveira | 10 de dezembro de 1966 até 25 de junho de 2003 | 36 anos, 6 meses e 15 dias           |
| 3  |                          | Alex Brasil         | 06 de novembro de 2003                         | 21 anos e 7 ou 8 meses até o momento |

### Cadeira 31
| Nº | Imagem do Imortal | Imortal                 | Período do mandato           | Duração do mandato                     |
| -- | ----------------- | ----------------------- | ---------------------------- | -------------------------------------- |
| —  | Raimundo Lopes    | Raimundo Lopes          | Patrono da AML               | ———                                    |
| 1  | Josué Montello    | Josué Montello          | 1948 até 15 de março de 2006 | 57 ou 58 anos                          |
| 2  |                   | Ronaldo Costa Fernandes | 19 de agosto de 2006         | 18 anos e 10 ou 11 meses até o momento |

### Cadeira 32
| Nº | Imagem do Imortal | Imortal                     | Período do mandato                              | Duração do mandato                      |
| -- | ----------------- | --------------------------- | ----------------------------------------------- | --------------------------------------- |
| —  |                   | Vespasiano Ramos            | Patrono da AML                                  | ———                                     |
| 1  |                   | Mariana Luz                 | 1949 até 14 de setembro de 1960                 | 10 ou 11 anos                           |
| 2  |                   | Félix Aires                 | 04 de agosto de 1962 até 16 de novembro de 1979 | 17 anos, 3 meses e 12 dias              |
| 3  |                   | Raymundo Carvalho Guimarães | 10 de abril de 1980 até 12 de fevereiro de 1998 | 17 anos, 10 meses e 2 dias              |
| 4  |                   | Sálvio Dino                 | 16 de julho de 1998 até 24 de agosto de 2020    | 22 anos, 1 mês e 8 dias                 |
| 5  | Flávio Dino       | Flávio Dino                 | 21 de outubro de 2021                           | 3 anos, 8 meses e 25 dias até o momento |

### Cadeira 33
| Nº | Imagem do Imortal | Imortal                 | Período do mandato                               | Duração do mandato                      |
| -- | ----------------- | ----------------------- | ------------------------------------------------ | --------------------------------------- |
| —  |                   | Pedro Nunes Leal        | Patrono da AML                                   | ———                                     |
| 1  |                   | Viriato Correia         | 1948 até 10 de abril de 1967                     | 18 ou 19 anos                           |
| 2  |                   | Carlos Cunha            | 04 de novembro de 1967 até 22 de outubro de 1990 | 22 anos, 11 meses e 18 dias             |
| 3  | Bello Parga       | Bello Parga             | 06 de junho de 1991 até 13 de maio de 2008       | 16 anos, 11 meses e 7 dias              |
| 4  |                   | José Carlos Sousa Silva | 09 de outubro de 2008                            | 16 anos, 9 meses e 7 dias até o momento |

### Cadeira 34
| Nº | Imagem do Imortal | Imortal                              | Período do mandato                             | Duração do mandato                       |
| -- | ----------------- | ------------------------------------ | ---------------------------------------------- | ---------------------------------------- |
| —  |                   | João de Deus do Rego                 | Patrono da AML                                 | ———                                      |
| 1  |                   | A. Serra de Castro                   | 1948 até 06 de agosto de 1970                  | 21 ou 22 anos                            |
| 2  |                   | Carlos Alberto Madeira               | 26 de novembro de 1970 até 04 de junho de 1998 | 27 anos, 6 meses e 9 dias                |
| 3  |                   | Alberto José Tavares Vieira da Silva | 19 de novembro de 1998                         | 26 anos, 7 meses e 27 dias até o momento |

### Cadeira 35
| Nº | Imagem do Imortal | Imortal           | Período do mandato                              | Duração do mandato              |
| -- | ----------------- | ----------------- | ----------------------------------------------- | ------------------------------- |
| —  |                   | César Marques     | Patrono da AML                                  | ———                             |
| 1  |                   | Raul de Azevedo   | 1948 até 29 de abril de 1957                    | 8 ou 9 anos                     |
| 2  |                   | Vera-Cruz Santana | 22 de setembro de 1958 até 24 de agosto de 1988 | 29 anos, 11 meses e 2 dias      |
| 3  |                   | Clóvis Ramos      | 30 de março de 1989 até 07 de outubro de 2003   | 14 anos, 6 meses e 7 dias       |
| 4  |                   | Lourival Serejo   | 17 de junho de 2004                             | 21 anos e 29 dias até o momento |

### Cadeira 36
| Nº | Imagem do Imortal     | Imortal           | Período do mandato                             | Duração do mandato                       |
| -- | --------------------- | ----------------- | ---------------------------------------------- | ---------------------------------------- |
| —  | Augusto Tasso Fragoso | Tasso Fragoso     | Patrono da AML                                 | ———                                      |
| 1  |                       | Bacelar Portela   | 01 de julho de 1950 até 31 de julho de 1978    | 28 anos e 30 dias                        |
| 2  |                       | Ubiratan Teixeira | 07 de dezembro de 1978 até 15 de junho de 2014 | 35 anos, 6 meses e 8 dias                |
| 3  |                       | José Neres        | 30 de outubro de 2014                          | 10 anos, 8 meses e 16 dias até o momento |

### Cadeira 37
| Nº | Imagem do Imortal | Imortal                 | Período do mandato                                 | Duração do mandato              |
| -- | ----------------- | ----------------------- | -------------------------------------------------- | ------------------------------- |
| —  |                   | I. Xavier de Carvalho   | Patrono da AML                                     | ———                             |
| 1  |                   | Ribamar Pereira         | 1949 até 23 de abril de 1959                       | 9 ou 10 anos                    |
| 2  |                   | Luiz Viana              | 18 de setembro de 1965 até 03 de agosto de 1968    | 2 anos, 10 meses e 16 dias      |
| 3  |                   | Amaral Raposo           | 09 de dezembro de 1968 até 10 de abril de 1976     | 7 anos, 4 meses e 1 dia         |
| 4  |                   | Nascimento Morais Filho | 30 de setembro de 1976 até 21 de fevereiro de 2009 | 32 anos, 4 meses e 22 dias      |
| 5  |                   | Joaquim Haickel         | 02 de julho de 2009                                | 16 anos e 14 dias até o momento |

### Cadeira 38
| Nº | Imagem do Imortal          | Imortal                    | Período do mandato                            | Duração do mandato                      |
| -- | -------------------------- | -------------------------- | --------------------------------------------- | --------------------------------------- |
| —  | Adelino Fontoura           | Adelino Fontoura           | Patrono da AML                                | ———                                     |
| 1  | Franklin de Oliveira       | Franklin de Oliveira       | 1948 até 6 de junho de 2000                   | 51 ou 52 anos                           |
| 2  |                            | José Maria Cabral Marques  | 23 de novembro de 2000 até 27 de maio de 2020 | 19 anos, 6 meses e 4 dias               |
| 3  | Reynaldo Soares da Fonseca | Reynaldo Soares da Fonseca | 19 de novembro de 2020                        | 4 anos, 7 meses e 27 dias até o momento |

### Cadeira 39
| Nº | Imagem do Imortal      | Imortal                            | Período do mandato                            | Duração do mandato                       |
| -- | ---------------------- | ---------------------------------- | --------------------------------------------- | ---------------------------------------- |
| —  |                        | Augusto Olímpio Viveiros de Castro | Patrono da AML                                | ———                                      |
| 1  |                        | Pedro Braga Filho                  | 1949 até 30 de dezembro de 1978               | 28 ou 29 anos                            |
| 2  | Pedro Neiva de Santana | Pedro Neiva de Santana             | 07 de junho de 1979 até 19 de janeiro de 1984 | 4 anos, 7 meses e 12 dias                |
| 3  |                        | Pires de Saboia                    | 28 de junho de 1984 até 19 de agosto de 2000  | 16 anos, 1 mês e 22 dias                 |
| 4  |                        | Ceres Costa Fernandes              | 21 de dezembro de 2001                        | 23 anos, 6 meses e 25 dias até o momento |

### Cadeira 40
| Nº | Imagem do Imortal | Imortal              | Período do mandato                            | Duração do mandato              |
| -- | ----------------- | -------------------- | --------------------------------------------- | ------------------------------- |
| —  |                   | Dunshee de Abranches | Patrono da AML                                | ———                             |
| 1  |                   | Joaquim Luz          | 2 de setembro de 1949 até 1986                | 36 anos, 10 meses e 14 dias     |
| 2  |                   | Antônio Almeida      | 26 de junho de 1986 até 02 de janeiro de 2009 | 22 anos, 6 meses e 7 dias       |
| 3  |                   | Ney Bello Filho      | 25 de junho de 2009                           | 16 anos e 21 dias até o momento |